# ʿAin Zubaida

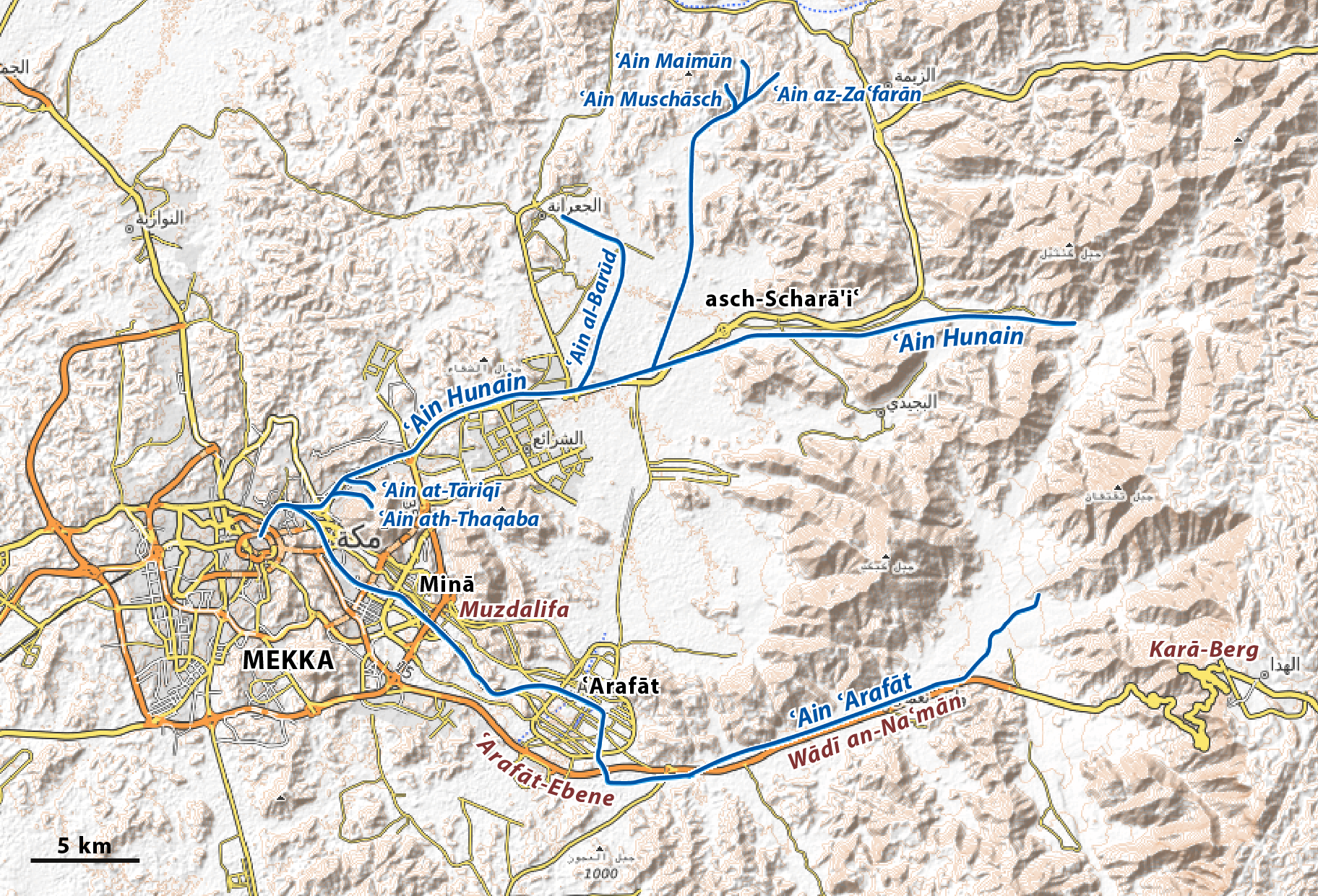
Rekonstruierter Verlauf der beiden Wasserleitungen ʿAin ʿArafāt und ʿAin Hunain, die zusammengenommen das ʿAin-Zubaida-System bilden.

ʿAin Zubaida (arabisch عين زبيدة) ist der heute allgemein übliche Name für die beiden historischen Wasserleitungen ʿAin ʿArafāt und ʿAin Hunain, die Mekka bis zur Mitte des 20. Jahrhunderts mit Wasser versorgten. Während die ʿAin ʿArafāt Wasser aus dem Wādī Naʿmān heranführte und dabei die ʿArafāt-Ebene durchfloss, bezog die ʿAin Hunain ihr Wasser aus einer Anzahl von Quellen in der Nähe des Ortes asch-Scharā'iʿ. Die beiden Leitungen werden deswegen als ʿAin Zubaida bezeichnet, weil angenommen wird, dass sie schon im 9. Jahrhundert von Zubaida bint Dschaʿfar, der Gemahlin des abbasidischen Kalifen Hārūn ar-Raschīd, angelegt wurden. Allerdings ist die einzige Wasserleitung, bei der durch zeitgenössische Quellen belegt ist, dass sie von Zubaida erbaut wurde, die ʿAin al-Muschāsch. Der Name ʿAin Zubaida wurde erstmals im späten 17. Jahrhundert verwendet und bezeichnete zunächst die ʿAin-ʿArafāt-Leitung. Um diese Leitung instand zu halten, wurde im späten 19. Jahrhundert die ʿAin-Zubaida-Kommission gegründet, die international zusammengesetzt war und in den verschiedenen islamischen Ländern Spenden für die notwendigen Baumaßnahmen sammelte. Da die ʿAin-Zubaida-Kommission auch Reparaturen an der ʿAin-Hunain-Leitung vornahm, erhielt der Name ʿAin Zubaida im Laufe der Zeit eine zweite Bedeutung als Sammelbezeichnung für beide Wasserleitungen. In den 1950er Jahren ging die Zuständigkeit für das ʿAin-Zubaida-System auf die ʿAin-Zubaida-Verwaltung über, die in den 1970er Jahren die alten Kanäle durch eine Druckrohrleitung ersetzte. Während der 1980er Jahre wurde die Wasserversorgung Mekkas zunehmend auf Wasser aus Meerwasserentsalzungsanlagen umgestellt. In den frühen 2000er Jahren durchgeführte Untersuchungen zur Reaktivierung des ʿAin-Zubaida-Systems haben bisher noch zu keinen Ergebnissen geführt.

## Begriffsgeschichte

### „ʿAin Zubaida“ als Bezeichnung für die ʿAin ʿArafāt
Der Name ʿAin Zubaida ist zum ersten Mal in der mekkanischen Chronik Manāʾiḥ al-karam fī aḫbār Makka wa-l-bait wa-wulāt al-ḥaram von ʿAlī as-Sindschārī (gest. 1713) belegt. Der Autor zitiert hier den mekkanischen Geschichtsschreiber Qutb ad-Dīn an-Nahrawālī (gest. 1582) mit der Aussage, dass in der Zeit des abbasidischen Kalifen al-Mutawakkil die ʿAin ʿArafa repariert worden sei und diese Leitung die ʿAin Zubaida sei. Zwar zitiert as-Sindschārī hier den früheren Autor in verfälschender Weise – Qutb ad-Dīn an-Nahrawālī identifiziert die Leitung an der betreffenden Stelle gar nicht als ʿAin Zubaida, sondern als ʿAin al-Muschāsch –, doch erfreute sich der von as-Sindschārī verwendete Name ʿAin Zubaida als Bezeichnung für die ʿAin ʿArafāt in der nachfolgenden Zeit zunehmender Beliebtheit.
Das erste offizielle Dokument, in dem der Name ʿAin Zubaida als Bezeichnung für die ʿAin ʿArafāt verwendet wird, ist eine osmanisch-türkische Urkunde aus dem Jahre 1796, in der die Kosten über die Reparatur von Schäden abgerechnet werden, die eine Überschwemmung im März 1794 an den Kanälen und Kontrollschächten der Leitung und an diversen anderen Einrichtungen in ihrer Umgebung angerichtet hatte. Die ʿAin ʿArafāt wird in dem Dokument als „das ʿAin Zubaida genannte Wasser von ʿArafāt“ (ʿAyn-ı Zübeyde taʿbīr olunan Māʾ-i ʿArafāt) erwähnt. Der Name ʿAin Zubaida erscheint sogar noch früher in einer osmanischen Urkunde aus dem Jahre 1763. Darin wird berichtet, dass der Scherif von Mekka Musāʿid in einem Schreiben mitgeteilt habe, dass die Kanäle der nach Mekka führenden ʿAin-Zubaida-Leitung trotz einer Reinigung, die kurz vorher stattgefunden hatte, kein Wasser mehr lieferten. Der Mutasarrif von Dschidda ʿAlī Pascha wird in dem Schreiben beauftragt, sich zum acht Stunden entfernten Ausgangspunkt der Leitung zu begeben, ihre Kanäle freizulegen und zu überprüfen, ob sich ihr Wasser mit der ʿAin ʿArafāt vereinigen lässt. Die Tatsache, dass in dem Dokument neben der ʿAin Zubaida die ʿAin ʿArafāt als eine separate Leitung genannt wird, weist aber darauf hin, dass zu dieser Zeit der Name ʿAin Zubaida zumindest von osmanischer Seite noch nicht als ein Synonym für ʿAin ʿArafāt verstanden wurde.

Die ʿAin-Zubaida-Leitung nach Ibrāhīm Rifʿat Bāšā (1925), oben der Verlauf vom Karā'-Berg nach Muzdalifa, unten der Verlauf von Muzdalifa nach Mekka

In der zweiten Hälfte des 19. Jahrhunderts hatte aber ʿAin Zubaida den alten Namen ʿAin ʿArafāt im offiziellen Sprachgebrauch fast vollständig verdrängt. Der osmanische Gelehrte Eyüb Sabrī Paşa (gest. 1890), der 1884 ein umfassendes Werk über die Geschichte Mekkas verfasste, gibt zu diesem Namenswechsel die folgende Erklärung: Zwar sei der eigentliche Name der Leitung, deren Wasser so wohlschmeckend wie das Wasser von Taksim in Istanbul sei, ʿAin ʿArafāt, doch habe man sie deswegen als ʿAin Zubaida bezeichnet, weil sie das auserlesene Werk (es̱er-i bergüzīde) der Bemühungen Zubaidas sei. Eyüp Sabrī beschreibt den Verlauf der ʿAin-Zubaida-Leitung folgendermaßen: vom Wādī Naʿmān aus führte sie zum ʿArafāt-Kaffeehaus (Arafāt Kahvesi), von dort zum Dschabal ar-Rahma in der ʿArafāt-Ebene, von dort über Hūma, Hāsira, dem neuen Bāzān-Becken über die ʿĀbidīya-Brücke nach Muzdalifa und von dort zum Bi'r-Zubaida-Brunnen am Ende des Gebiets von Mafdschar. Der Bi'r-Zubaida-Brunnen war die letzte Station der Leitung vor Mekka.
Auch in der zweiten Hälfte des 20. Jahrhunderts wurde der Name ʿAin Zubaida noch von einigen Autoren als Synonym für die ʿAin ʿArafāt verwendet. So erklärt zum Beispiel der mekkanische Lokalhistoriker ʿĀtiq ibn Ghaith al-Bilādī in seinem 1980 veröffentlichten Buch über die historischen und archäologischen Sehenswürdigkeiten Mekkas, dass der Ausgangspunkt der ʿAin Zubaida das Wādī Naʿmān sei und sie von dort aus die ʿArafāt-Ebene passiere, das ʿUrana-Tal in Richtung al-Chatm durchquere und dann nach Minā und Mekka hinabführe. Das entspricht ziemlich genau dem Verlauf der ʿAin ʿArafāt.

### „ʿAin Zubaida“ als Oberbegriff für ʿAin ʿArafāt und ʿAin Hunain
Im Laufe der Zeit erhielt der Name ʿAin Zubaida eine zweite weitere Bedeutung, indem er zu einer zusammenfassenden Bezeichnung für beide Leitungen ʿAin ʿArafāt und ʿAin Hunain wurde. Diese Entwicklung zeichnete sich bereits im 19. Jahrhundert ab, als die ʿAin-Zubaida-Kommission die ʿAin Zubaida in zwei Teile teilte. Der äußere Teil umfasste die Kanäle von Wādī Naʿmān bis zum Zubaida-Brunnen (Biʾr Zubaida) in der Nähe Mekkas, der innere Teil das System der Leitungen in Mekka selbst, zu dem auch neun Zisternen gehörten. Alle Zuläufe, die den inneren Teil der ʿAin Zubaida mit Wasser versorgten, konnten somit als Teil des ʿAin-Zubaida-Systems interpretiert werden. Eyüp Sabrī selbst berichtet davon, dass schon 1846/47 ein indischer Pilger namens Elmās Āghā den Wasserfluss der ʿAin Zubaida dadurch verstärkte, dass er eine neue Quelle namens ʿAin az-Zaʿfarān freilegte und deren Wasser der ʿAin-Zubaida-Leitung zuleitete. Die ʿAin az-Zaʿfarān gehört eigentlich zu den Zuläufen der ʿAin Hunain. Außerdem spricht Eyüp Sabrī von Hunain als der zweiten Quelle der ʿAin Zubaida (Ayn-ı Zübeyde'nin ikinci menbaʿı). Dies zeigt, dass er das Leitungsnetz der ʿAin Hunain als Teil der ʿAin Zubaida betrachtete.

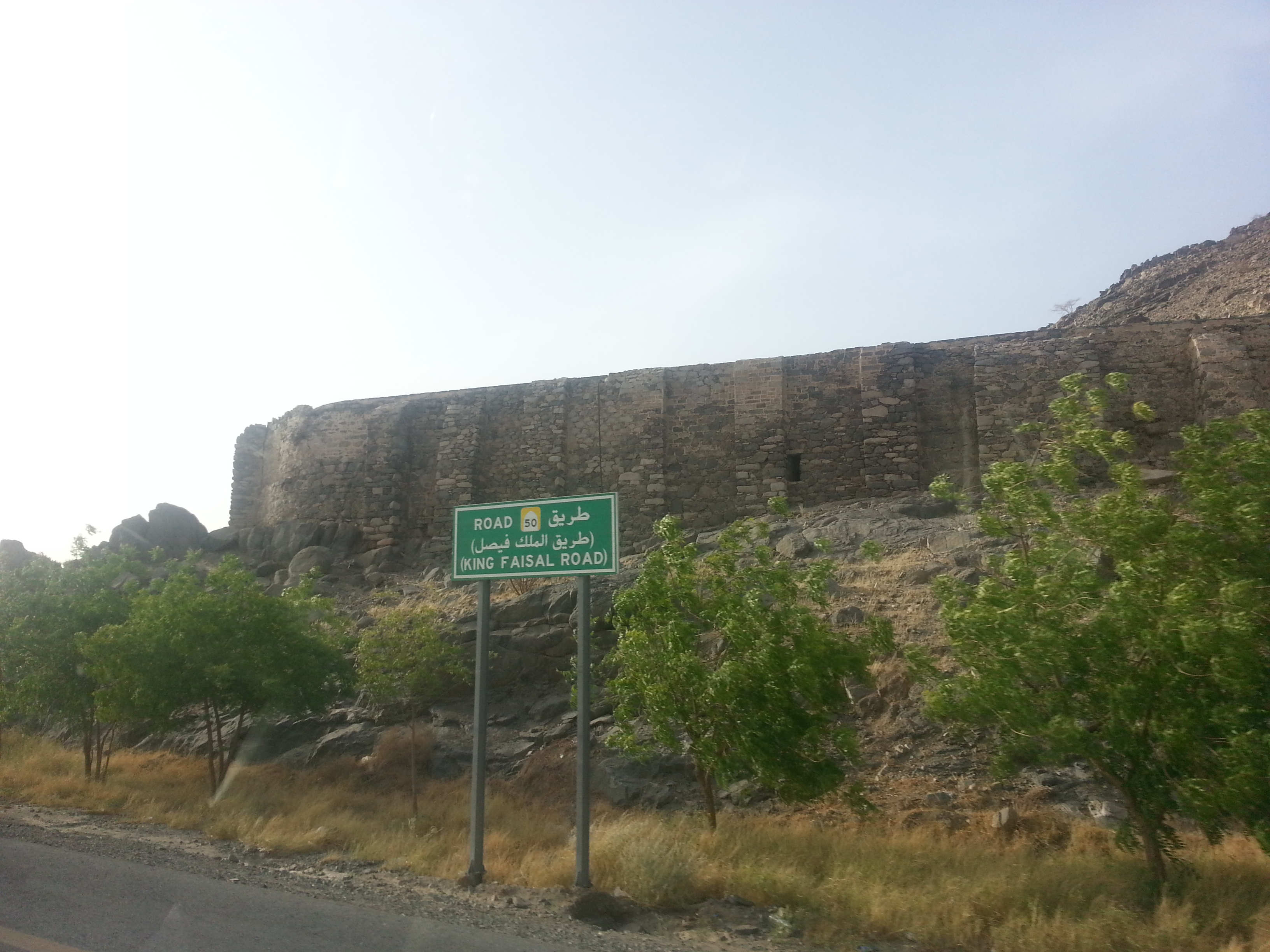
Teilstück der ʿAin-Hunain-Leitung an der König-Faisal-Straße

Die Ausweitung des Namens ʿAin Zubaida auf die ʿAin Hunain hatte auch damit zu tun, dass man diese Leitung historisch ebenfalls auf Zubaida zurückführte. Eyüb Sabrīs Zeitgenosse, der osmanische Offizier Süleyman Şefik Söylemezoğlu, der 1890 für Sultan Abdülhamid II. ein geographisches Werk über den Hedschas verfasste, behandelte dort unter der Überschrift ʿAin Zubaida die Geschichte beider Wasserleitungen, wobei er den Schwerpunkt auf die ʿAin Hunain legte. Als zusammenfassende Bezeichnung für beide Wasserleitungen erscheint der Name ʿAin Zubaida auch in dem Ende 1957 abgefassten Abriss al-Ḫulāṣa al-mufīda ʿan ʿAin Zubaida („Der nützliche Abriss über die ʿAin Zubaida“) von Muhammad Nūr Qamar ʿAlī, dem damaligen Chef der Wasserverteilungsbehörde in Mekka. Er behandelt in diesem Abriss, der in das Buch at-Tārīḫ al-qawīm li-Makka wa-bait Allāh al-karīm („Die solide Geschichte für Mekka und das edle Gotteshaus“) von Muhammad Tāhir al-Kurdī (gest. 1980) aufgenommen wurde, die Geschichte beider Leitungen von ihrer Erbauung bis ins 20. Jahrhundert. Hierbei bezeichnet er die ʿAin Hunain sogar als die „ursprüngliche ʿAin Zubaida“ (ʿAin Zubaida al-aṣlīya).
Mit Hinblick darauf, dass die ʿAin Hunain in der Tat die ältere Leitung zur Wasserversorgung Mekkas war, gingen einzelne westliche Autoren wie Christiaan Snouck Hurgronje sogar so weit, den Namen ʿAin Zubaida nicht als Sammelbezeichnung für beide Leitungen, sondern lediglich als Synonym für die ʿAin Hunain zu betrachten, wobei sie die Kontinuität zur von Zubaida angelegten ʿAin al-Muschāsch herausstellten. Eldon Rutter, der in den 1920er Jahren Mekka besuchte, stellte in seiner Beschreibung der Heiligen Stätten Arabiens ebenfalls eine Beziehung zwischen ʿAin Zubaida und ʿAin Hunain her, sah darin allerdings keine Synonyme, sondern erklärte, dass die Quelle, aus der das Wasser der ʿAin Zubaida komme, ʿAin Hunain heiße. Diese Angabe wurde von R.B. Winder in die Encyclopaedia of Islam übernommen.

### Eine populäre Fehlvorstellung
Muhammad Tāhir al-Kurdī berichtet in seiner Geschichte Mekkas, dass es zu seiner Zeit die irrige Auffassung gab, dass die ʿAin Zubaida Wasser über das Festland aus Baghdad heranführte. Hierbei handelt es sich jedoch nur um eine Verwechslung mit dem von ihr angelegten Pilgerweg Darb Zubaida, der den Irak mit Mekka verband und mit Brunnen und Becken zur Sammlung des Regenwassers ausgestattet war.

## Die ʿAin-Zubaida-Kommission

### Erste Kommission
Nachdem in den 1870er Jahren immer mehr Schäden an der ʿAin ʿArafāt aufgetreten waren und der Wasserfluss in der Leitung erneut zum Stillstand gekommen waren, richteten die Einwohner von Mekka eine Petition an die Hohe Pforte, in der sie um Reparatur der Leitung baten. Diese reagierte darauf mit einem Erlass, der die Bildung einer Kommission von Notabeln aus Mekka und Dschidda vorsah, die sich mit der Reinigung und Reparatur der ʿAin Zubaida befassen sollte. Die Bildung der Kommission erfolgte am 6. Muharram 1296 (= 31. Dezember 1878). Zum Ehrenvorsitzenden wurde der aus Indien stammende hanafitische Mufti von Mekka ʿAbd ar-Rahmān Sirādsch ernannt, der bereits vorher auf eigene Kosten die ʿAin Zaʿfarān reaktiviert hatte. Die Aufsicht über die Aktivitäten und die Kasse der Kommission, die ʿAin-Zubaida-Kommission genannt wurde, übernahm ʿAbd al-Wāhid al-Maimanī, bekannt als al-Hāddsch Wahdānah.

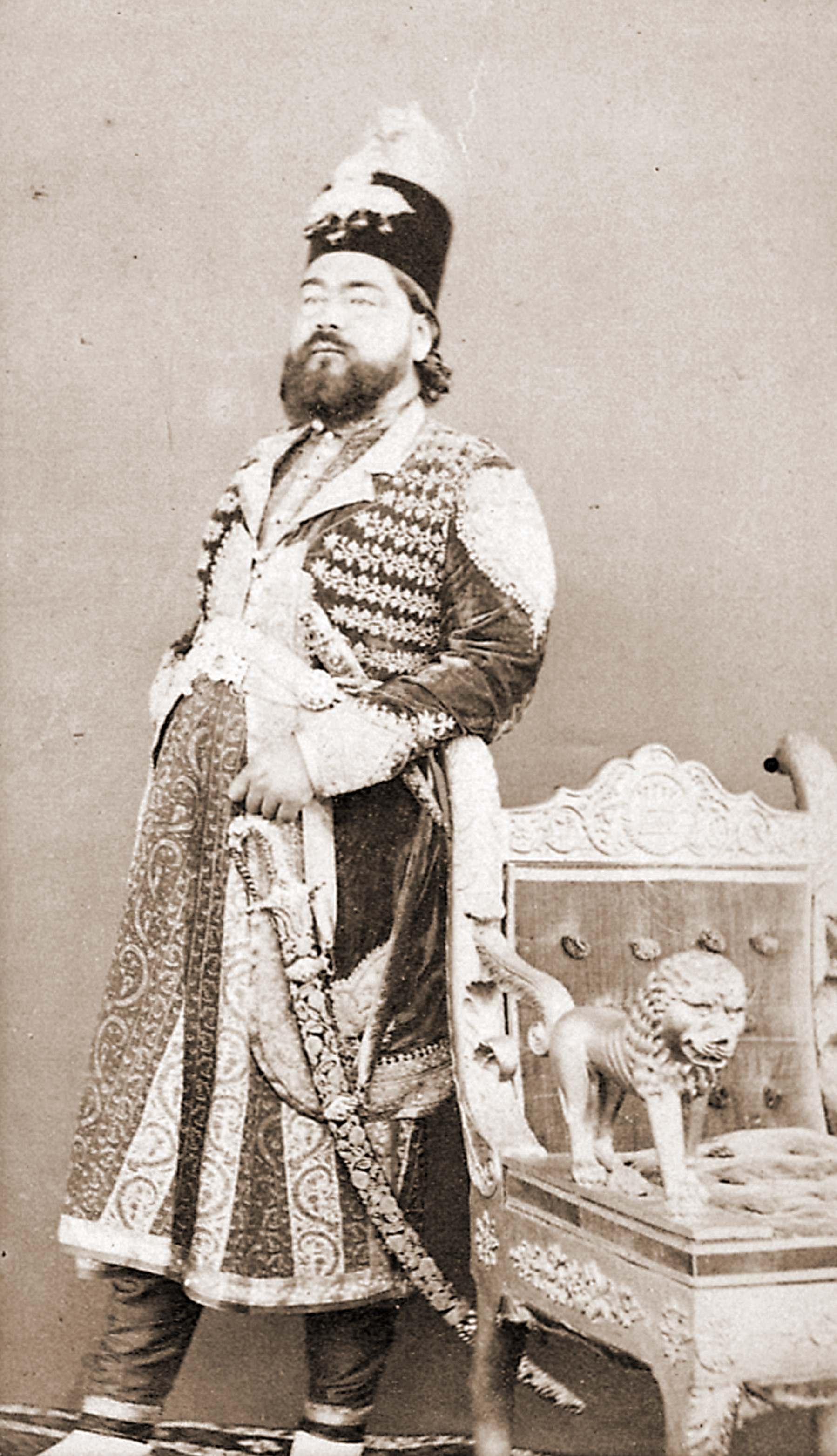
Der Fürst von Rampur Kalb ʿAlī Chān (reg. 1865–1887), der einen Betrag von 100.000 Rupien für die ʿAin Zubaida spendete.

Die Kommission stand zunächst vor der Aufgabe, Spenden für die Reparatur der Wasserleitung zu sammeln. Einige Spender konnte sie in Mekka selbst gewinnen. So spendeten zum Beispiel der herrschende Scherif Husain Pascha und der osmanische Vali jeweils größere Beträge. Daneben richteten sich die Kommissionsmitglieder aber auch mit Zeitungsartikeln an die islamische Öffentlichkeit in anderen Ländern, so insbesondere in Indien und Ägypten. Einige Mitglieder reisten sogar selbst nach Indien, um dort vor Ort Spenden zu sammeln. Zu den Persönlichkeiten, die sich besonders großzügig zeigten, gehörten der Fürst von Rampur Kalb ʿAlī Chān (reg. 1865–1887), der einen Betrag von 100.000 Rupien spendete, und die Fürstin von Bhopal Shah Jahan Begum (reg. 1868–1901), die 20.000 Rupien spendete. Insgesamt konnten bei den Muslimen Indiens bis zum November 1880 Spenden in Höhe von 600.000 Rupien gesammelt werden. Alles in allem erzielte die Kommission bis zum Juli 1884 Einkünfte in Höhe von knapp 12 Millionen Piaster.
Schon kurz nach ihrer Konstituierung ließ die Kommission auch Ingenieure und Handwerker aus Indien kommen, die noch im gleichen Jahr mit Baumaßnahmen an der Leitung begannen, wobei insgesamt mehr als 3000 Arbeiter zum Einsatz kamen. Zunächst wurde das 6000 Ellen lange Teilstück der Wasserleitung von ʿArafāt nach Mekka repariert. Die Leitung der Reparaturarbeiten wurde dem osmanischen Kaymakam Sādiq Bey übertragen. Die Kommission kümmerte sich nicht nur um die Leitung selbst, sondern ließ auch eine Anzahl von Becken und Zisternen reparieren und erbauen. Allein in den Jahren 1880/81 ließ sie insgesamt fünf größere Wasserbecken (bāzānāt) in verschiedenen Teilen Mekkas erbauen, für die sie eigens Grundstücke erwarb.
Im Jahre 1882 unternahm die ʿAin-Zubaida-Kommission Untersuchungen, um zu klären, wie sich die Wasserversorgung der Pilger in Minā verbessern ließ. Als Ergebnis dieser Untersuchungen wurde mit dem Geld des Fürsten von Rampur eine Dampfmaschine installiert, die das Wasser der ʿAin-ʿArafa-Leitung nach Minā hochpumpte. 1883 wurde auch das Teilstück der Wasserleitung zwischen ʿArafāt und dem Wādī Naʿmān repariert; leitender Ingenieur war erneut Sādiq Bey. Nach Abschluss dieser Maßnahmen hatte die ʿAin-Zubaida-Leitung die Stärke eines kleinen Bachs. Das Angebot an fließendem Wasser in Mekka übertraf nun die Nachfrage: Mehr als die Hälfte des Wassers, das in die Stadt geleitet wurde, floss ins Leere. Deshalb ließ die Kommission die Leitung in das Viertel Hārat al-Bāb verlängern und dort noch eine Reserve-Zisterne errichten. In ihrer Nähe entstand in Richtung des Scheich-Mahmūd-Platzes ein neues Stadtviertel.
Aus einem osmanischen Archivdokument von 1884 geht hervor, dass die ʿAin-Zubaida-Kommission eigene Angestellte hatte, denen sie aus ihren Einkünften ein monatliches Gehalt zahlte. Für die Aufsicht über die Kommission und ihre Bediensteten war der osmanische Assistenz-Ingenieur von Mekka zuständig. Er hatte der Regierung auch Verfehlungen von Seiten der Arbeiter der Kommission zu melden und bediente sich eines verdeckten Ermittlers, um die Wasserträger und -verteiler bei ihrer täglichen Arbeit zu überwachen. Ein anderes Dokument von 1887 lässt erkennen, dass die Oberaufsicht über die Aktivitäten der ʿAin-Zubaida-Kommission bei der osmanischen Provinzregierung lag und sie dafür zu sorgen hatte, dass ihre Gelder nicht veruntreut wurden.

### Zweite Kommission
Nachdem die scherifische Regierung einen Teil des Vermögens der Kommission eingezogen und zweckentfremdet hatte, stellte die erste ʿAin-Zubaida-Kommission ihre Aktivitäten ein und löste sich auf. Al-Hāddsch Wahdāna reiste für zwei Jahre nach Indien. Doch gründete sich bald eine neue Kommission, die unter Leitung des osmanischen Kaymakam Sādiq Bey stand. Diese konzentrierte ihre Bemühungen vor allem auf die Reinigung der Kanäle der ʿAin Hunain. Besonders aktiv war hierbei der bereits genannte Scheich ʿAbd al-Qādir Chūqīr.
Im Jahre 1906 wandte sich die ʿAin-Zubaida-Kommission im Auftrag des Scherifen ʿAlī Bāscha (reg. 1905–1908) an die Hohe Pforte und bat um Sammlung von Spenden in allen osmanischen Provinzen zur Unterstützung der Kommission bei der Erreichung ihrer Ziele. Die Aktion brachte einen Spendenerlös in Höhe von 46.000 Pfund ein. Weitere Spenden kamen aus anderen islamischen Ländern. Mit ihnen wurde das ʿAin-Zubaida-Wassersystem zwischen 1906 und 1908 erneut aufwendig repariert.

### Dritte Kommission

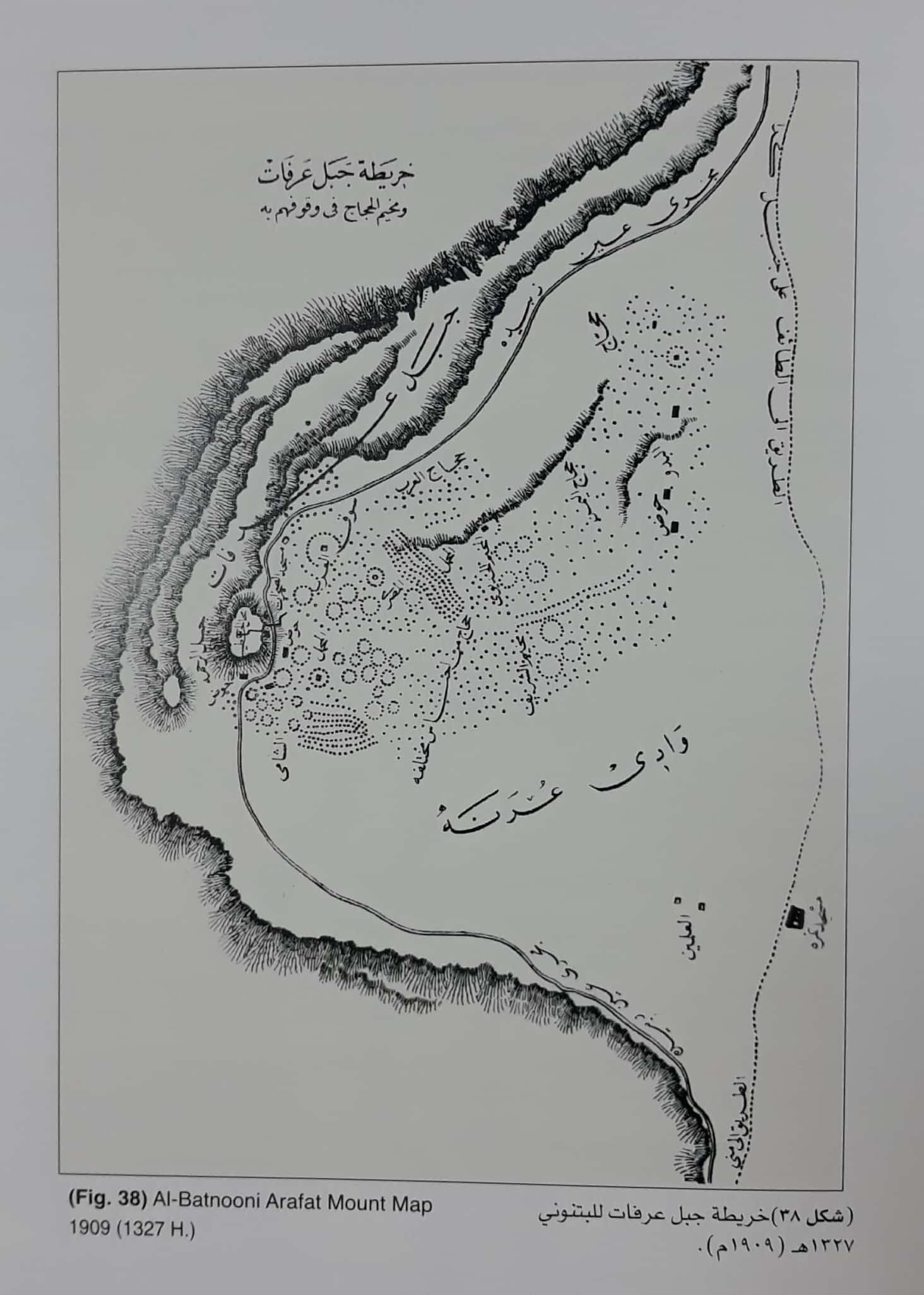
Karte von 1909 mit dem Verlauf der ʿAin-Zubaida-Leitung in der ʿArafāt-Ebene

Nachdem der Scherif Husain ibn ʿAlī Ende 1908 die Herrschaft angetreten hatte, ließ er Anfang 1909 eine neue ʿAin-Zubaida-Kommission gründen. Mitglied konnten nur in Mekka lebende Gelehrte und Sayyids werden, die für ihre Sittsamkeit, Integrität und Klugheit bekannt waren und über Kenntnisse anderer islamischer Länder verfügten, um dort Hilfsgelder einwerben zu können. Tatsächlich stammten die meisten Mitglieder der Kommission aus dem Ausland. Es waren angesehene Gelehrte und Sayyids aus der Türkei, Indien, Südostasien und dem Emirat Buchara. Die Kommission war in ihrer Beschlussfassung autonom, Beschlüsse erfolgten durch Konsens der Mehrheit ihrer Mitglieder.
Der Scherif Husain ließ für die Kommission ein Gebäude oberhalb des Masʿā-Beckens errichten. Zum Vorsitzenden wurde der schafiitische Mufti von Mekka ʿAbdallāh Muhammad az-Zawāwī (gest. 1924) ernannt, der selbst ein Schüler von Rahmatallāh al-Kairānawī war.
Zu den Aufgaben der Kommission gehörte es, sich um die Vergrößerung der Wassermenge zu bemühen, die durch die Leitungen von ʿAin Hunain und ʿAin ʿArafa nach Mekka gelangt, die Leitungen zu reparieren und instand zu halten und die dafür notwendigen Arbeiten und Maßnahmen zu überwachen und zu organisieren. Einige Mitglieder der Kommission korrespondierten außerdem mit muslimischen Organisationen im Ausland, um Spenden und Hilfsgelder für die Durchführung der notwendigen Reparaturarbeiten zu sammeln, und veröffentlichten Artikel für Zeitungen, um die muslimische Öffentlichkeit über den mangelhaften Zustand der Wasserversorgung in Mekka zu informieren. Der Kommissionsvorsitzende az-Zawāwī selbst veröffentlichte 1911 eine Monographie zur Geschichte der ʿAin-Zubaida-Leitung, in der er propagierte, dass alle Muslime weltweit, die es mit ihrer Liebe zur Heiligen Stadt und der Kaaba ernst meinten, die Pflicht hätten, sich finanziell für die Wasserversorgung Mekkas zu engagieren.
Eine der ersten Projekte der Kommission war die Beseitigung von Schäden, die eine durch starke Regenfälle ausgelöste Sturzflut im Januar 1910 angerichtet hatte: Die Kanäle der ʿAin ʿArafāt hatten sich mit Geröll zugesetzt und 35 Kontrollschächte waren eingestürzt. Die Kommission ließ bis Februar 1912 sowohl die Kanäle von ʿAin ʿArafāt und ʿAin Hunain als auch die Wasserleitungen innerhalb Mekkas reinigen. Außerdem errichtete sie im Jahre 1911 in Wādī Naʿmān einen Damm, der zukünftig das Eindringen von Sturzfluten in den Kanal verhindern sollte. Hierbei wurde sie vom Scherifen Husain finanziell unterstützt. Das ʿAin-Zubaida-System blieb allerdings extrem anfällig für mikrobielle Kontamination. Obwohl auch kleinere Seitenkanäle und Becken in ʿArafāt und Minā repariert worden waren, war das Aquädukt kein geschlossenes System. An einer Anzahl von Stellen hatten die Beduinen Abschnitte der Leitung geöffnet, um Wasser zu entnehmen.
Anfang des Jahres 1335 (= Ende 1916) ließ die ʿAin-Zubaida-Kommission die ʿAin-ʿArafāt-Leitung reinigen und legte für sie eine Anzahl von besonders tiefen Versorgungsschächten im Wādī Naʿmān an. Sie hatten eine Tiefe von 30 Metern und waren gegen das Eindringen von Wasser bei Überschwemmungen geschützt. Nachdem verschiedene Mitglieder der ʿAin-Zubaida-Kommission verstorben waren bzw. ihren Aufenthalt in Mekka beendet hatten, ließ der inzwischen zum König erhobene Scherif Husain im Jahre 1922 die Einwohner von Mekka neue Mitglieder für die Kommission wählen.
Trotz der getroffenen Vorkehrungen brach bei sturzbachartigen Regenfällen am 16. Rabīʿ I 1344 (= 4. Oktober 1925) in Wādī Naʿmān erneut Wasser in den Kanal ein und zerstörte drei Versorgungsschächte, so dass die Wasserversorgung von Mekka unterbrochen wurde. Der inzwischen zum Oberherrn von Mekka gewordene saudische Herrscher Abd al-Aziz ibn Saud ließ daraufhin die Leitung auf eigene Kosten durch die ʿAin-Zubaida-Kommission reparieren. Sie konnte die Leitung innerhalb von drei Monaten wiederherstellen, wobei sie auch auf die Hilfe von wahhabitischen Ichwān zurückgriff. Insgesamt betrugen die Kosten für die Reparatur 2.300 britische Pfund. Nicht eingeschlossen waren darin die Lohnzahlungen für die Ichwān.

## Die ʿAin-Zubaida-Verwaltung
Das ʿAin-Zubaida-System war so bedeutend für die Wasserversorgung Mekkas, dass in den folgenden Jahren eine eigene ʿAin-Zubaida-Verwaltung eingerichtet wurde. Ihr Haushalt kam von der saudischen Regierung und unterstand dem Konsultativrat (maǧlis aš-šūrā). Darüber hinaus leisteten öfters Pilger fromme Spenden zur Unterhaltung des Systems. Um die Wasserversorgung zu verbessern, ließ Anfang der 1950er Jahre der saudische König ʿAbd al-ʿAzīz eine neue Wasserleitung nach Mekka führen. Sie bezog ihr Wasser aus einem Ort 35 Kilometer nordwestlich von Mekka am oberen Ende des Wādī Fātima. Das Wasser dieser Leitung, die nach dem König ʿAin al-ʿAzīzīya genannt wurde, erreichte im August 1952 Mekka und wurde in den Kanal der ʿAin Zubaida eingespeist. Die ʿAin-Zubaida-Verwaltung wurde dementsprechend später in ʿAin-Zubaida-ʿAzīzīya-Verwaltung umbenannt.
In den Jahren 1971/72 kamen 1.278.375 Kubikmeter des mekkanischen Frischwassers aus dem ʿAin-Zubaida-System, was einem Durchfluss von 3500 Kubikmeter pro Tag entspricht. Die ʿAin Zubaida war damit immer noch die drittwichtigste Wasserleitung der Heiligen Stadt, nach der ʿAin al-Quschāschīya (mit 6500 Kubikmeter/Tag) und der ʿAin Madīq (mit 5000 Kubikmeter/Tag), die beide ihr Wasser aus dem Wādī Fātima bezogen. Das Wasser der ʿAin Zubaida galt im Vergleich zu dem Wasser, das die anderen Leitungen lieferten, als das angenehmste (aʿḏab) und gesündeste (aʿḏā). Während der 1980er Jahre wurde die Wasserversorgung Mekkas zunehmend auf Wasser aus Meerwasserentsalzungsanlagen umgestellt.

## Versuche der Reaktivierung
Im Jahre 1420 d.H. (1999/2000 n. Chr.) beauftragte der saudische Kronprinz Abdullah ibn Abd al-Aziz ein Forschungsteam der König-ʿAbd al-ʿAzīz-Universität in Riad damit, Untersuchungen zur Reaktivierung der ʿAin-Zubaida-Leitung durchzuführen. Das Team führte hydrologische, physikalische und geologische Studien im Wadi Naʿmān und den umgebenden Tälern durch. Die Untersuchungen dauerten fünf Jahre und ergaben, dass die ʿAin Zubaida die Bewohner Mekkas täglich mit 40.000 Kubikmeter Wasser versorgen könnte. Geleitet wurde das Team von dem Wasserbauingenieur ʿUmar ibn Sirādsch Abū Ruzaiza. Ziel des Projektes war es, die ʿAin Zubaida sowohl als Wasserlieferant als auch als archäologische Sehenswürdigkeit wiederherzurichten. Die Kosten für das Projekt der Wiederherrichtung der Leitung wurden auf 60 Millionen Rial veranschlagt. Am 13. Ramadan 1431 (= 23. August 2010) übertrug der saudische Ministerrat die Zuständigkeit für das ʿAin-Zubaida-Leitungssystem der Allgemeinen Auqāf-Behörde. Diese bemüht sich seither darum, die verbliebenen Überreste des Leitungssystems als Baudenkmäler zu erhalten.